# Кравченко, Андрей Евгеньевич
Андре́й Евге́ньевич Кра́вченко (30 июня 1956 — 22 ноября 2021) — советский и украинский педагог и литературовед.

## Биография
Родился 30 июня 1956 года в Киеве. Отец, Евгений Кравченко — писатель и драматург, брат — Игорь Кравченко — литературный критик. В 1977 году окончил КГПИ имени М. П. Драгоманова.
Работал учителем в школах Киева, преподавал в КГУ имени Т. Г. Шевченко и КГИТИ имени И. К. Карпенко-Карого.
В 1982—1998 годах — научный сотрудник Института литературы имени Т. Г. Шевченко НАНУ.
В 1998—2003 годах — доцент Национального университета «Киево-Могилянская академия», в 2003—2004 годах заведует кафедрой славянских языков Межрегиональной академии управления персоналом.
С 2004 года — старший научный сотрудник Института литературы имени Т. Г. Шевченко НАНУ. Кандидат филологических наук (1985).
Является автором исследований:
- 1988 — «Художественная условность в украинской советской прозе»,
- 1990 — «Молодая украинская проза»,
- статей по вопросам развития украинской прозы и драматургии XX века, проблемам литературного образования.

Является соавтором концепции «Истории украинской литературы XX века» в двух книгах и трех частях — 1993—1995 годы, в частности, автор разделов «Драматургия» (1 и 2 части, 2 книга).
Был редактором второй части книги «Истории украинской литературы XX века» в 2-х книга — 1995, секретарь редколлегии.
Умер 22 ноября 2021 года.

## Награды и премии
- Государственная премия Украины имени Тараса Шевченко (1996) — за учебное пособие «История украинской литературы XX века» в 2 книгах
- отличник образования Украины (1996)